# Grande Incêndio de Seattle
O Grande Incêndio de Seattle foi um incêndio que destruiu todo o distrito comercial central de Seattle, Washington, em 6 de junho de 1889. A conflagração durou menos de um dia, queimando durante a tarde e a noite, durante o mesmo verão que o Grande Incêndio de Spokane e o Grande Incêndio de Ellensburg. Seattle rapidamente reconstruída usando edifícios de tijolos que ficavam 20 pés (6,1 m) acima do nível original da rua. Sua população aumentou durante a reconstrução, tornando-se a maior cidade do recém-admitido estado de Washington.

## Magnitude da destruição
Até a manhã de 7 de junho, o fogo havia queimado 25 quarteirões da cidade, incluindo todo o distrito comercial, quatro cais da cidade e seus terminais ferroviários. O incêndio seria chamado de o incêndio mais destrutivo da história de Seattle.  Apesar da destruição maciça de propriedades, poucas ou nenhumas mortes ocorreram. Alguns afirmam que um menino chamado James Goin foi morto no incêndio, embora nenhum registro confiável tenha sido encontrado daquela época. No entanto, houve fatalidades durante o processo de limpeza. Mais de 1 milhão de roedores foram mortos.  As perdas totais foram estimadas em quase US$ 20 milhões (US$ 678 milhões em dólares de 2023).